# 天舟二号

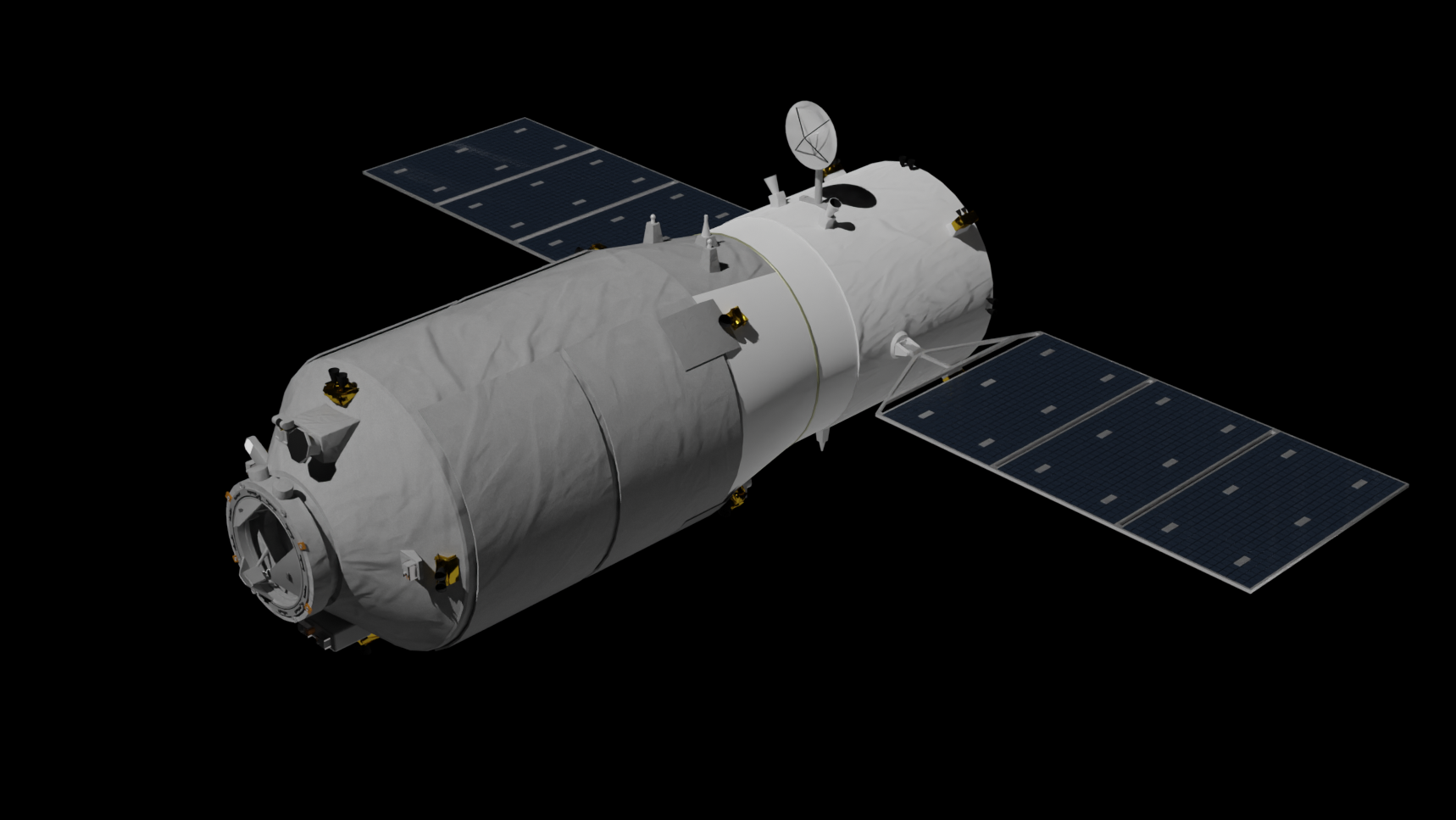
天舟货运飞船模拟图

天舟二号货运飞船是天舟系列货运飞船的第二次飞行任务，也是该系列中第一艘正式用于补给天宫空间站的无人货运飞船，于2021年5月29日20时55分从中国文昌航天发射场使用长征七号运载火箭发射升空，并于5月30日5时01分与天和核心舱完成首次自主快速交會對接。2022年3月27日，天舟二号撤离空间站组合体；3月31日，飞船受控再入大气层，任务结束。
此次任务是中国空间站工程三期所执行的首次对接任务。天舟二号是首次采用全密封型货舱的天舟系列飞船，也是第一批组批生产的4艘飞船的首船。

## 任务历史
2021年5月16日，天舟二号货运飞船与长征七号遥三运载火箭船箭组合体转运至发射区，19日宣布运载火箭已完成推进剂加注，计划于20日凌晨1时许发射，但随后宣布因技术原因推迟发射。随后于21号凌晨再次尝试发射，但仍然取消，于中午12:10已卸载推进剂，预计延迟到月底发射。
2021年5月29日20时55分，搭载天舟二号货运飞船的长征七号遥三运载火箭，在中国文昌航天发射场点火发射。起飞约604秒后船箭分离进入预定轨道。当日21时17分，太阳能帆板两翼展开。5月30日5时01分，与天和核心舱完成自主快速交会对接。本次发射任务代号为“TGHY1/TZ-2”。
2021年6月18日，神舟十二号航天员乘组进入天舟二号。
2021年9月18日10时25分，天舟二号货运飞船从空间站天和核心舱后向端口分离，并绕飞至前向端口完成自动交会对接，整个过程历时约4小时。
2021年10月17日15时许，神舟十三号航天员乘组进入天舟二号，将天和核心舱临时存放的应急物资和备件，转运至天舟二号飞船存放。
2022年1月6日，空间站进行机械臂转位货运飞船试验，天舟二号货运飞船在机械臂拖动下进行平面转位，这是中国首次利用空间站机械臂操作大型在轨飞行器进行转位试验。整个过程历时约47分钟。
2022年1月8日7时55分，神舟十三号航天员乘组在空间站核心舱内采取手控遥操作方式，完成天舟二号货运飞船与空间站组合体交会对接试验。整个过程历时约2小时。
2022年3月27日15时59分，天舟二号货运飞船撤离空间站核心舱组合体。分离后，天舟二号利用推进剂余量，实施与空间站2小时快速交会试验（未对接）。
2022年3月31日18时40分，天舟二号货运飞船受控再入大气层。飞船绝大部分器件被烧蚀销毁，少量残骸落入南太平洋预定安全海域。

## 运载物
天舟二号货运飞船主要为空间站上行运送航天员生活物资、推进剂、平台维修设备附件及消耗品、载荷设备等补给物资，下行销毁空间站废弃物，并可用于空间站姿态轨道控制。本次任务除了将携带3人3个月航天员消耗品、還加上2套「飛天」舱外航天服、平台工具物资器材等，与先期发射入轨的天和核心舱进行交会对接、推进剂补加和组合体飞行等驗收工作。
货物仓共有208个货格，160多个货包，外包装颜色都是米黄色。配套智能货物管理系统，所有物品都有明显标签并配有二维码，可用手机扫码了解货物情况，数据会同步到地面使得地面同样了解空间站货物情况。
- 物资总重：6.8吨
  - 上行货物：4.8吨
  - 推进剂：2吨

## 图集

研制中的天舟二号飞船
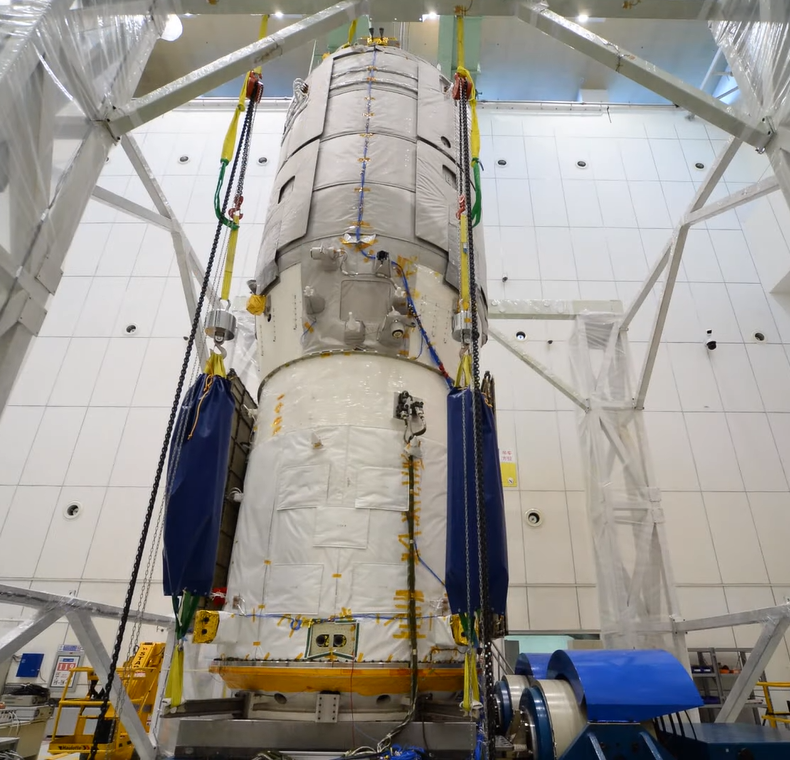
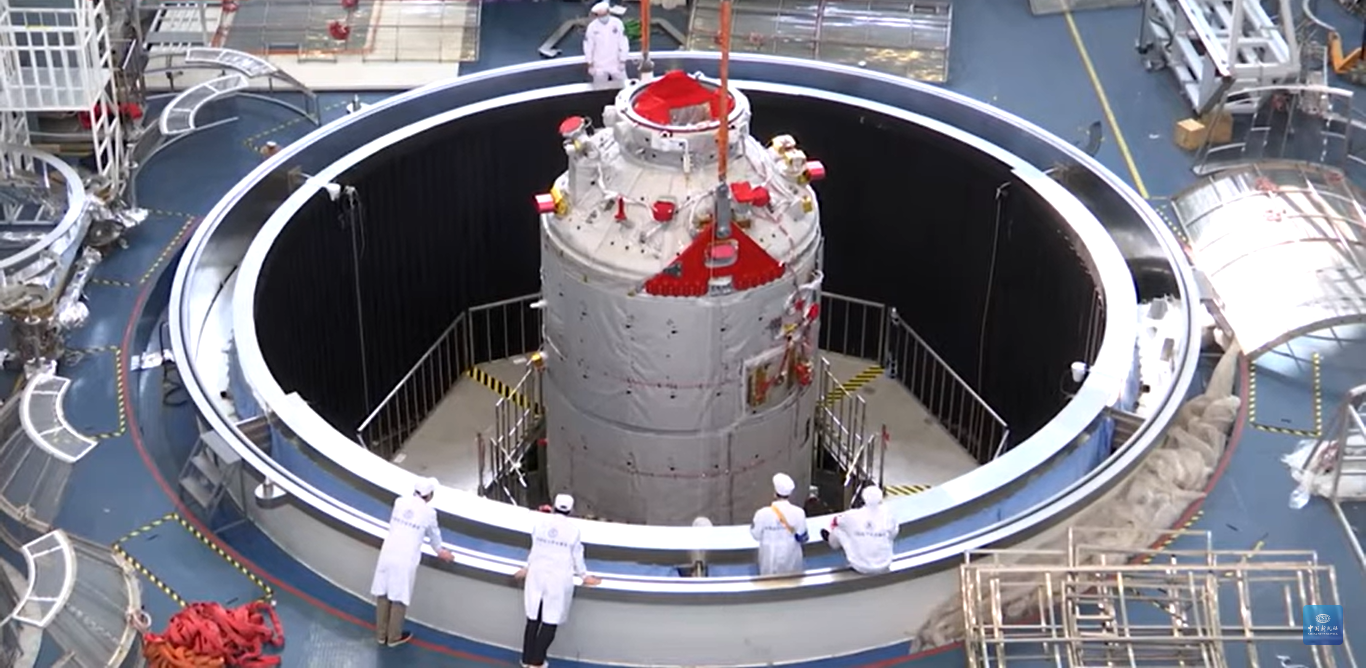
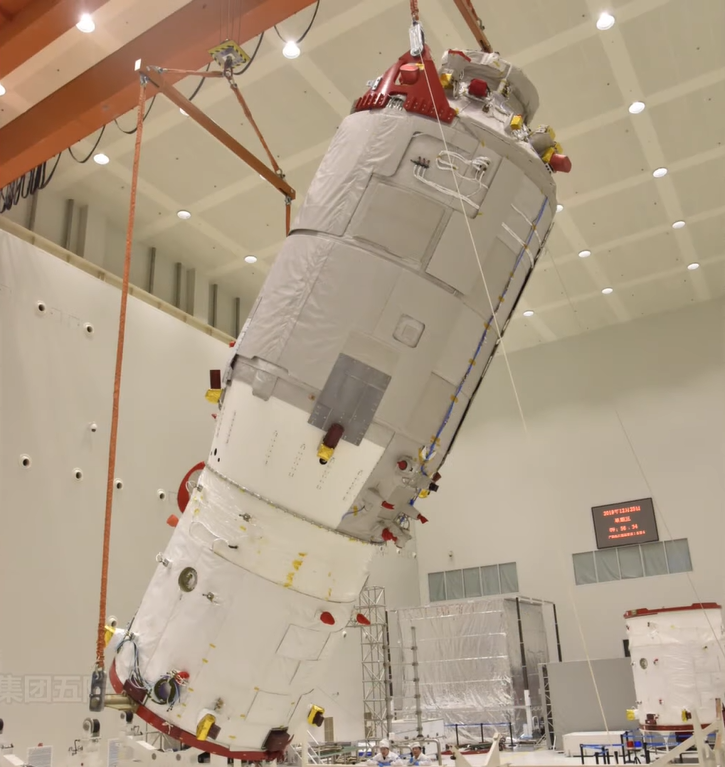
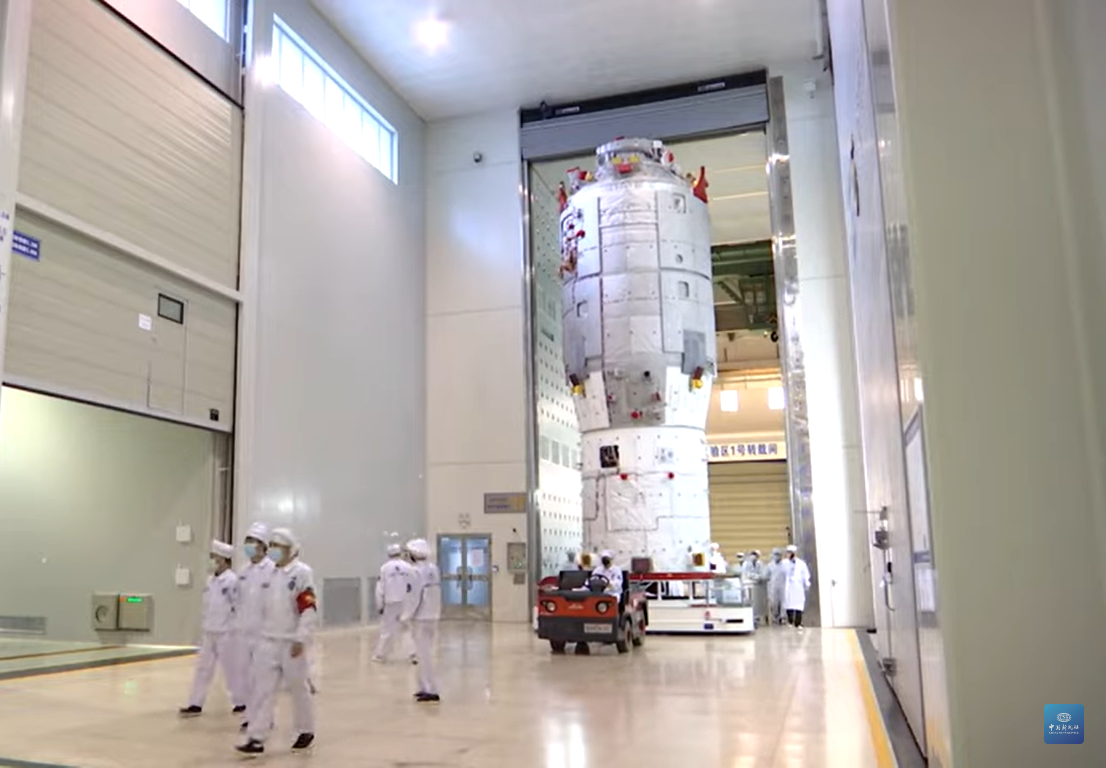
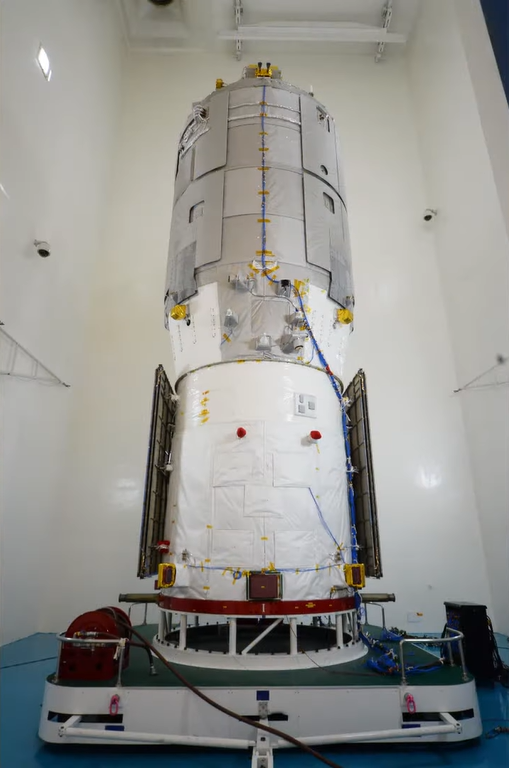
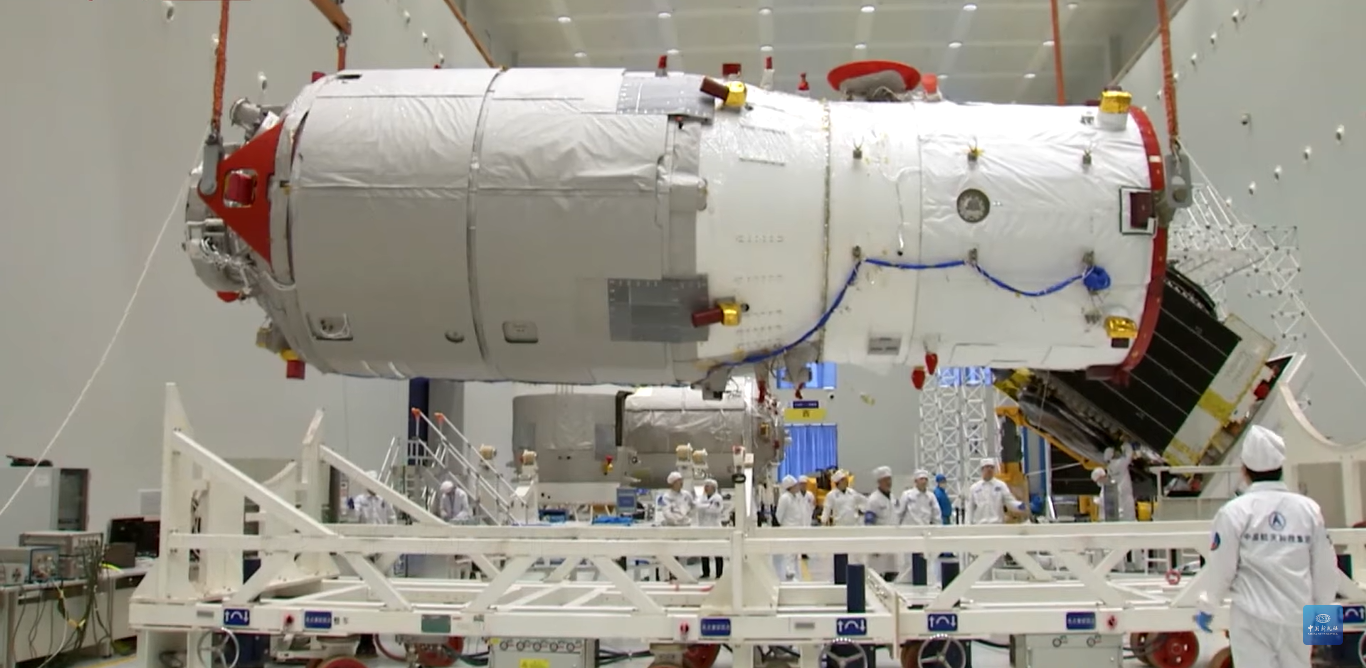
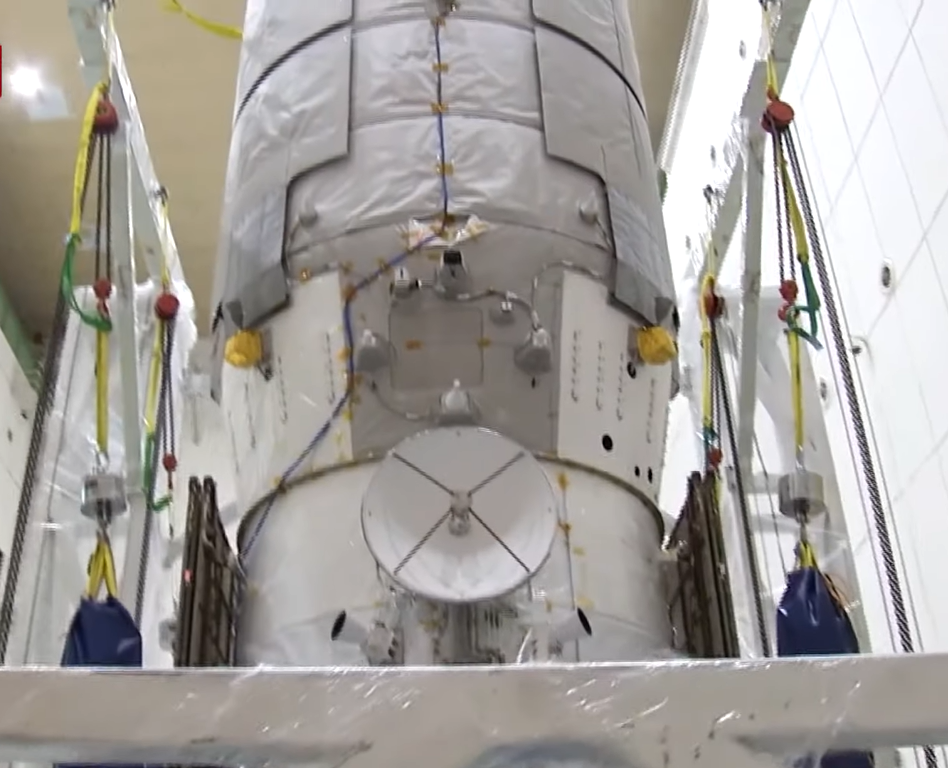
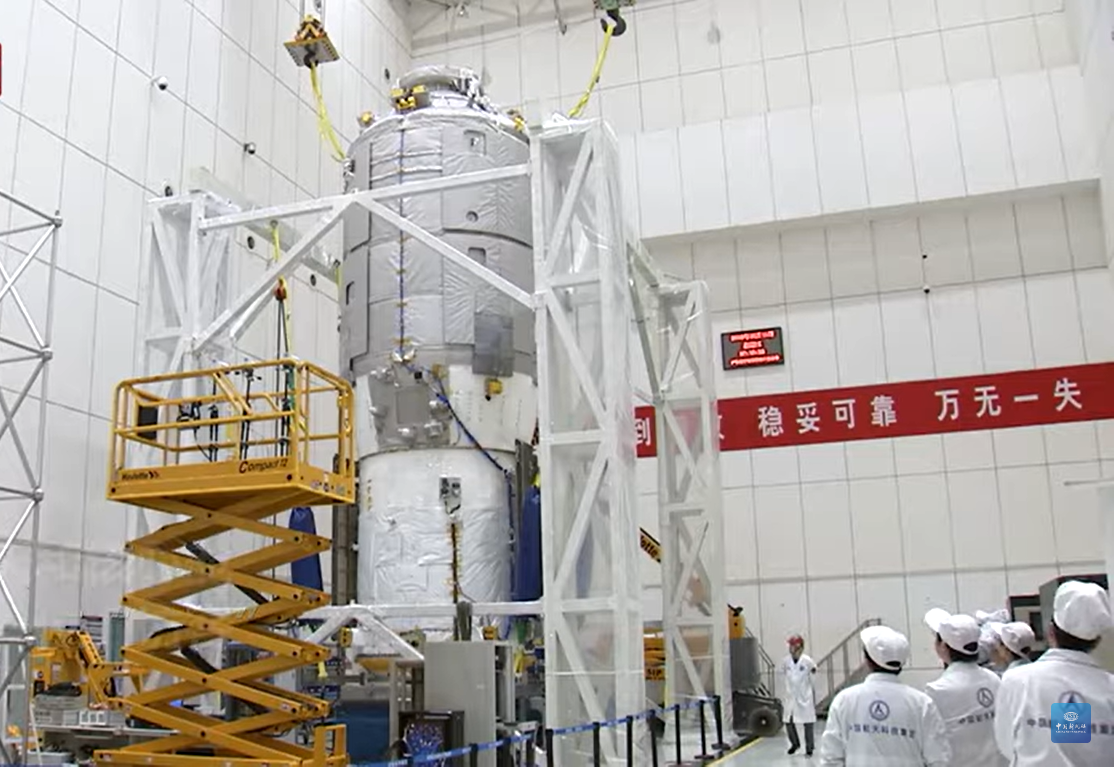
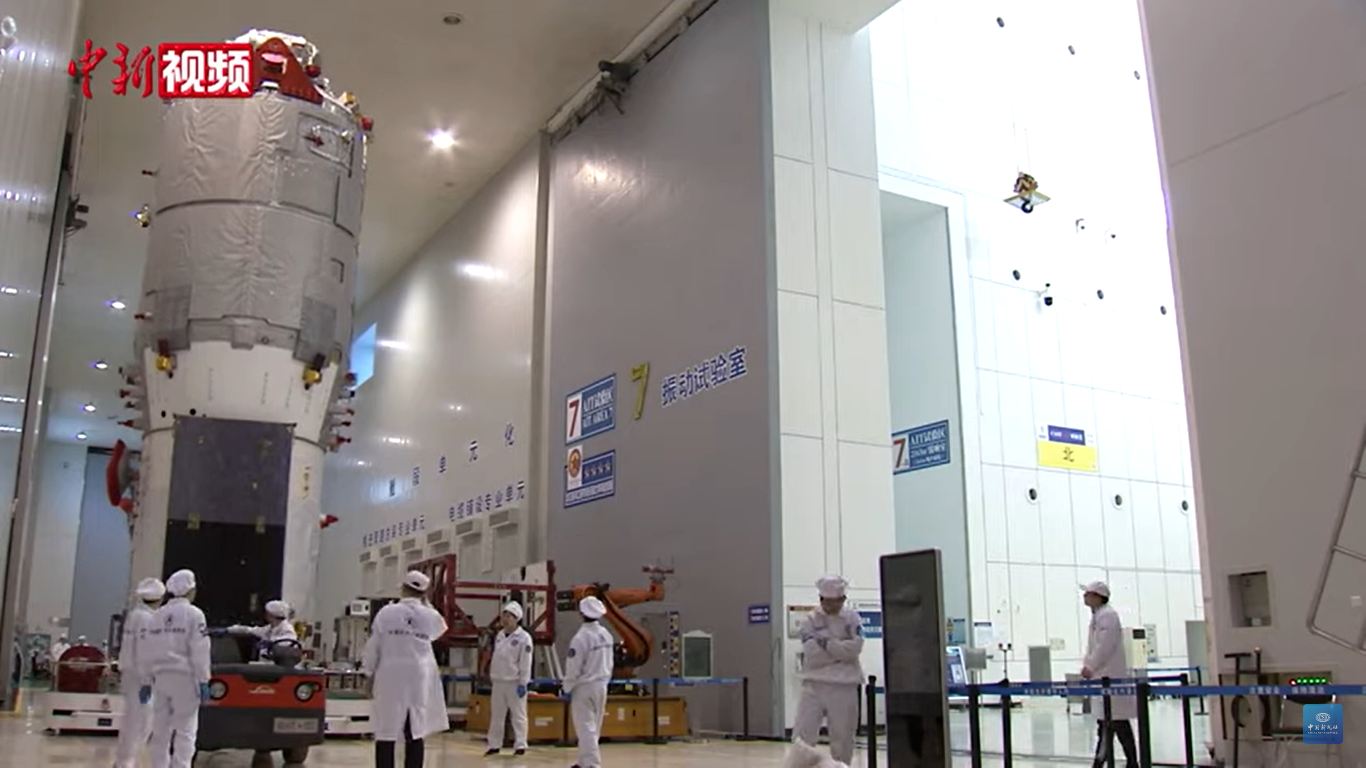